# 凯瑟琳行动
凯瑟琳行动（Operation Catherine）是英国皇家海军曾计划实施但并未落实的波罗的海进攻计划，行动预计将在1940年初展开。该行动的目的是阻断德国与苏联、瑞典、芬兰、爱沙尼亚以及拉脱维亚的海路运输与贸易活动，阻止瑞典将铁矿运送至德国。
该计划的主要推手是第一海军大臣温斯顿·丘吉尔，负责制定计划的领导则是海军元帅、第12代科克伯爵威廉·博伊尔。最终，由于局势变化，该计划被取消。